# Thomas Howard (1511–1537)
Lord Thomas Howard (* 1511; † 31. Oktober 1537) war ein englischer Adliger und gehörte der einflussreichen Familie Howards an. Sein Vater war Thomas Howard, 2. Duke of Norfolk. Seine Mutter Agnes Tilney gehörte in ihrer Witwenzeit zu den einflussreichsten englischen Adeligen. Seine Nichten Anne Boleyn und Catherine Howard waren Ehefrauen von König Heinrich VIII. Aufgrund seiner verbotenen Liebe zu der Königsnichte Lady Margaret Douglas fiel er in Ungnade und starb im Tower of London.
Er ist nicht zu verwechseln mit seinem gleichnamigen älteren Halbbruder Thomas Howard, 3. Duke of Norfolk.

## Leben

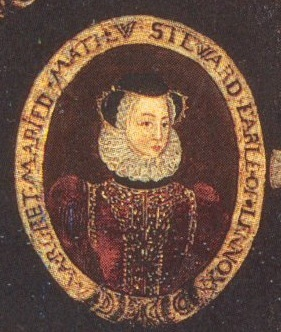
Lady Margaret Douglas, Thomas Howards Verlobte

Aus Thomas Howards Leben, bevor er an den englischen Hof kam, ist nicht viel bekannt. Es gibt Hinweise darauf, dass er in seiner Kindheit mit dem Antiquar John Leland befreundet war, der fünf Jahre älter war als er und möglicherweise eine Art Lehrer und Gefährte für ihn war. Zum ersten Mal wird er 1533 bei Hofe erwähnt, zur Krönung seiner Nichte Anne Boleyn. Auch bei der Taufe der Prinzessin Elisabeth war Thomas Howard anwesend. Er gehörte zu den Trägern des Thronhimmels der kleinen Prinzessin. Nach der Taufe war Thomas oft bei Hofe zu finden, da die Howards unter Königin Anne hoch in der Gunst des Königs standen. In dieser Zeit lernte Thomas Howard Lady Margaret Douglas kennen, die Nichte des Königs und Tochter der schottischen Königin Margaret Tudor. 
Ungefähr gegen Ende des Jahres 1535 hatten sich die beiden schließlich ineinander verliebt. Zwischen ihnen bestand eine gefühlsmäßig enge Beziehung, die sich unter anderem in Liebesgedichten und Briefen äußerte. Nicht sicher ist, ob die beiden heimlich einander heirateten oder sich ein – in den Augen der Kirche bindendes – Eheversprechen gegeben hatten. Thomas' gleichnamiger älterer Halbbruder verfolgte eine gezielte Heiratspolitik, um den Einfluss der Howards zu stärken. Dazu zählte unter anderem die Ehe seiner eigenen Tochter Mary Howard mit Henry Fitzroy, dem illegitimen Sohn Heinrich VIII., und der Versuch, seinen ältesten Sohn mit der für illegitim erklärten Königstochter Maria zu verheiraten. Zu Howards ehrgeizigen Plänen hätte auch eine Verbindung von Lord Thomas Howard mit Margaret Douglas gepasst, dennoch kann nicht historisch belegt werden, dass er seinen Bruder in seinem Werben bestärkte. 
Im Jahr 1536, als Thomas Howard und Margaret Douglas schließlich beschlossen zu heiraten, änderte sich das Schicksal der Familie Howard drastisch durch den Fall der Königin Anne Boleyn. Es gibt Hinweise, dass der König bis zu diesem Zeitpunkt die Verliebtheit des jungen Paares geduldet, möglicherweise sogar ermutigt hatte. Ein Eheversprechen war von ihm jedoch nicht sanktioniert worden, da Margaret Douglas zu diesem Zeitpunkt an erster Stelle in der Thronfolge stand und die Howards gleichfalls von Königen abstammten. Sowohl Thomas Howard als auch Margaret Douglas wurden im Tower of London gefangen gesetzt. Am 18. Juli 1536 verabschiedete das Parlament eine offizielle Verurteilung Thomas Howards, eine sogenannte Bill of Attainder. Im Wortlaut hieß es, dass Thomas Howard „vom Teufel angeleitet und verführt wurde, Gott aus den Augen zu verlieren und seine Pflicht als Untertan zu missachten, die er dem König, unserem gefürchteten höchsten Herren, schuldig war“. Weiter hieß es: „Es besteht der Verdacht und die Annahme, dass er bösartig und verräterisch plante und vorhatte, dieses Königreich zu spalten“ und „die Thronfolge zu stören und ins Gegenteil des existierenden Sukzessionsakts zu verkehren“.

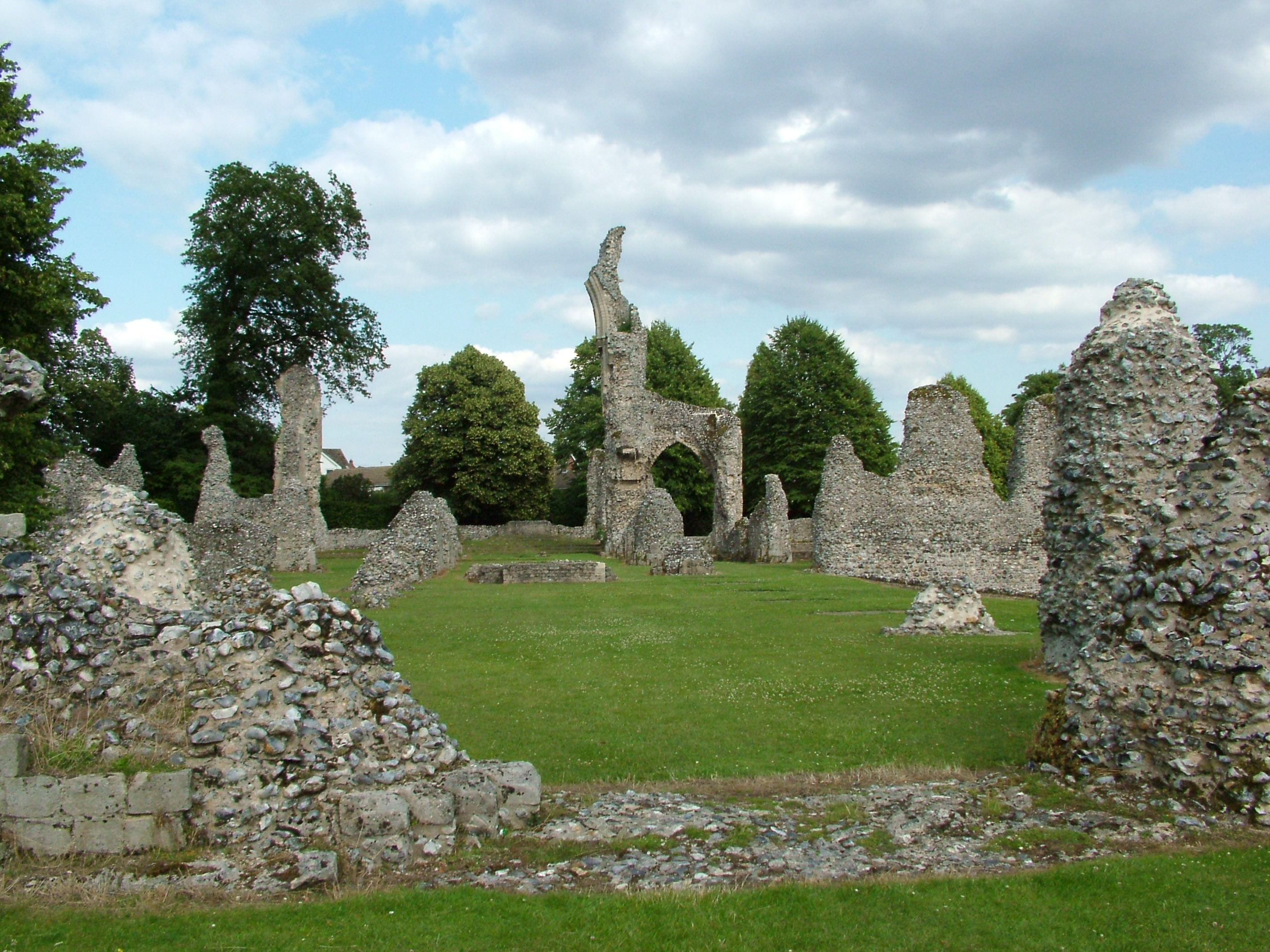
Die Ruinen von Thetford Abbey, der letzten Ruhestätte Thomas Howards

Im gleichen Atemzug verabschiedete das Parlament ein Gesetz, welches die Heirat eines Mitglieds der königlichen Familie ohne Zustimmung des Monarchen zum Verbrechen erklärte. Obwohl Howard wegen seiner Verbindung zu Margaret Douglas zum Tode verurteilt wurde, unterzeichnete Heinrich VIII. den Exekutionsbefehl nicht. Ende 1536 schwor Margaret Douglas schließlich ihrer Liebe zu ihm ab, höchstwahrscheinlich um das Wohlwollen ihres Onkels zurückzugewinnen. Thomas Howard starb am 31. Oktober 1537 im Tower, ohne seine Freiheit wiedererlangt zu haben. Gerüchte besagten, dass er vergiftet wurde, wahrscheinlicher ist aber, dass er an einer Krankheit starb. Seine Mutter erhielt die Erlaubnis, ihn zu bestatten, allerdings „ohne Pomp“. Er wurde in Thetford Abbey beigesetzt.

## Literarisches Schaffen
Lord Thomas Howard gehörte gemeinsam mit Margaret Douglas, Thomas Wyatt und Mary Howard Fitzroy zu einem literarischen Kreis bei Hofe. Im sogenannten Devonshire-Manuskript, das von diesem Kreis zusammengestellt wurde, befindet sich eine Sammlung von Gedichten, die Thomas Howard zugeschrieben werden. Es handelt sich um Liebesgedichte an eine Frau, wahrscheinlich Margaret Douglas, um deren Liebe willen das lyrische Ich harte Schicksalsschläge ertragen muss und das Schicksal verflucht, das ihn von der Geliebten trennt.
| Some take no care wher they haue cure Some haue no cure and yett take care And so do I, swett hart, be sure: My love must care for your welfare; I loue you more that I declare, But as for happ happyng this yll, Hap shall I hate, hape what hap will. | Manche sind unvorsichtig, obwohl sie Heilung haben Manche haben keine Heilung und sind dennoch vorsichtig Und so auch ich, mein süßes Herz, sei versichert: Meine Liebe muss dein Wohlergehen berücksichtigen; Ich liebe dich mehr, das verkünde ich, Wenn nur das Schicksal uns nicht so übel mitspielte, Das Schicksal hasse ich, komme was will. . |  |

Es ist nicht eindeutig geklärt, wie Thomas' Gedichte ihren Weg aus dem Tower heraus in diese Sammlung fanden, insbesondere da bei einigen Werken Margaret Douglas' Handschrift identifiziert werden konnte. Eine Theorie ist, dass die Gedichte zwischen Thomas und Margaret per Boten ausgetauscht und dann aus dem Tower herausgeschmuggelt und in das Manuskript aufgenommen wurden. Durch ihre Freundin Mary Howard Fitzroy geriet das Buch schließlich in den Besitz von Margaret Douglas, die es an ihre Söhne Henry und Charles weiterreichte.